# 李克明 (开国大校)
李克明（1919年10月—2014年4月15日），朝鲜族，生于广州市。中国人民解放军开国大校。

## 生平
1936年7月毕业于广州市美华中学。考入北平通州潞河中学大学预科班学习。
1937年七七事变，学校停课，流亡到天津，由天津地下党派遣到西安红军联络处，1937年7月中下旬到达镇原县红二十八军任军政治部组织干事。1937年8月下旬随部队开拔到富平县庄里镇集中，改编为八路军第120师第358旅第716团。1937年9月初入党。9月上旬被选送到位于延安杨家湾的陕北公学第一期第3队为学员。1938年3月3日从陕北公学毕业，1939年11月任冀热察挺进军九团二营副教导员。百团大战后，调任冀东军分区十二团二营副教导员、教导员。1943年7月任冀热辽军区特务营教导员、冀热辽军区十九团（特务团）副政委、政委。 
1945年8月率19团一部挺进东北失地。1946年6月中下旬，担任冀晋军区一分区参谋长。1947年7月晋察冀军区第一纵队任第二旅参谋长。1949年2月担任华北军区第66军198师594团团长。1949年4月任国民党第62军第157师起义部队副师长、两广纵队二师副师长。
1978年5月出任海军学院副院长。
1983年9月副兵团职离职休养。正大军区医疗待遇。
1955年9月被授予大校军衔。荣获二级独立自由勋章、二级解放勋章、独立功勋荣誉章、中国人民抗日战争胜利60周年纪念章。